# Chapelle de Wixhou

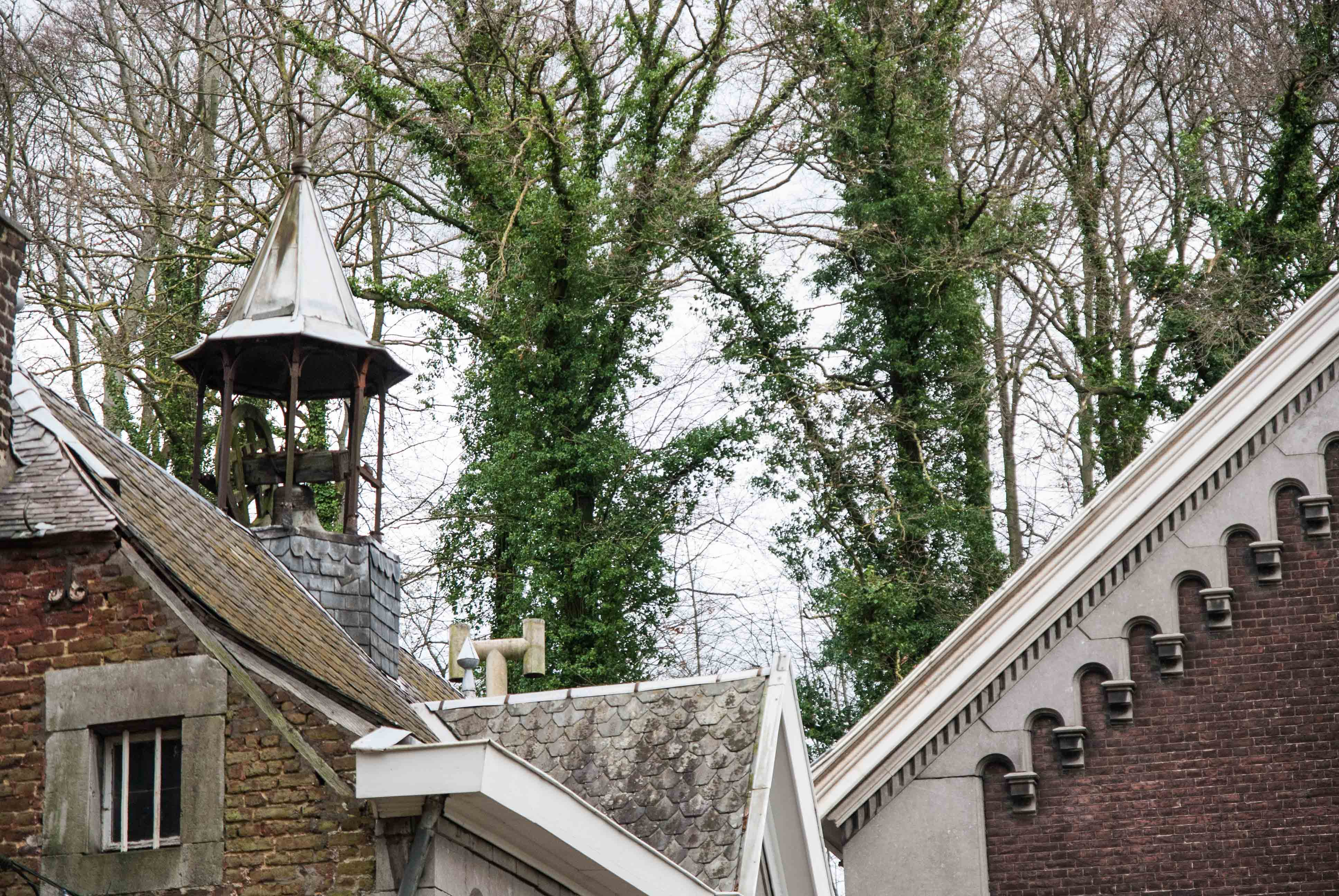
Détail de la chapelle

La chapelle de Wixhou est une chapelle néo-byzantine construite en 1850 sur la commune belge de Visé, érigée à l'emplacement d'une chapelle plus ancienne. La chapelle est située dans le hameau de Wixhou, au nord d'Argenteau.

## Étymologie
Le nom Wixhou serait une déformation du germanique wi-hout (bois sacré). Il y aurait eu une femme qui, en 1683, ramassa du bois et découvrit une statue de la Vierge Marie. À ce titre, il est devenu un lieu de pèlerinage. La chapelle est donc dédiée à Notre-Dame aux Bois-Bénits. La statue miraculeuse de la Vierge Marie mesure environ 10 cm de haut et se trouve dans la chapelle.

## Historique
L'orgue de la chapelle était régulièrement joué par Franz Liszt, invité régulièrement au château d'Argenteau par la comtesse Louisa de Mercy-Argenteau.
À partir de 1903, la chapelle est passée aux mains de la famille Van Zuylen (nl), habitante du château d'Argenteau, jusqu'à sa mise en vente en 2019.

## Description
Il y a deux blasons au-dessus du portail : le blason de gauche a une grande croix avec un blason et quatre coquilles Saint-Jacques. Il y a cinq croix de Jérusalem sur chaque quartier. Ce sont les armoiries de la famille Argenteau.